# Тшепо Мотлабанкве
Тшепо Мотлабанкве (англ. Tshepo Motlhabankwe; нар. 17 березня 1980, Дігавана, Ботсвана) — ботсванський футболіст, правий півзахисник та правий захисник «Тоуншип Роллерз». Виступав за ботсванський клуб «Мочуді Сентр Чіфс» та південноафриканський «Маріцбург Юнайтед», а також за національну збірну Ботсвани.

## Життєпис
Народився в невеличкому селищі Дігавана, за декілька кілометрів від Лобаце. Незважаючи на статус одного з найзірковіших футболістів Ботсвани, в юності футболом не займався, натомість під час навчання в школі займався легкою атлетикою та грав у настільний теніс. У 1997 році розпочав кар'єру футболіста-аматора, після того як його батько створив команду ДАКАРА та запросив до неї сина. Декілька сезонів провів на аматорському рівні, після чого підписав професіональний контракт з представником Дивізіону 1 «Канья Саузерн Пайретс».
Під час виступів у «Саузерн Пайретс» привернув своєю грою представників Прем'єр-ліги Ботсвани «Екстеншион Ганнерз», до складу якого приєднався у 2000 році, а незабаром після цього отримав дебютний виклик до збірної Ботсвани. Дебютував за національну команду в переможному (4:1) поєдинку проти Лесото. Після цього викликався до національної команди вже регулярно. У 2005 році виступав за «Лобрантс Ганнерс». У 2007 році приєднався до «Сентр Чіфс», разом з яким виграв 3 рази національний чемпіонат та 1 кубок країни. Також входив до складу «Ботсванської команди мрії» Стенлі Тшосане, яка успішно пройла кваліфікацію кубку африканських націй 2012, у фінальній частині якого Тшепо також грав. У 2013 році залишив «Сентр Чіфс» та приєднався до «Гілпорт Лайонз» (на той час відомий як БМС), який Мотлабанкве залишив у 2015 році. 
По завершенні контракту з «Гілпорт Лайонз» вирішив не підписувати з клубом нову угоду, а вільним агентом приєднатися до «Тоуншип Роллерз». У футболці «Роллерз» чотири рази поспіль вигравав національний чемпіонат, а також виграв Кубок Топ-8. Також допоміг команді вперше в історії клубу кваліфікуватися до групового етапу Ліги чемпіонів КАФ 2018. По завершенні сезону 2018/19 років оголосив про намір завершити кар'єру гравця, щоб зосередитися на іншій діяльності.

## Досягнення

### Клубні
«Мочуді Сентр Чіфс»
- Прем'єр-ліга Ботсвани
  -  Чемпіон (3): 2007/08, 2011/12, 2012/13

- Кубок ФА Ботсвани
  -  Володар (1): 2007/08

«Тоуншип Роллерз»
- Прем'єр-ліга Ботсвани
  -  Чемпіон (4): 2015/16, 2016/17, 2017/18, 2018/19

- Кубок Топ-8
  -  Володар (1): 2017/18

### Індивідуальні
- Команда року (1): 2017